# 老粮仓镇
老粮仓鎮是中国湖南省宁乡市下辖镇。老粮仓位于宁乡县中西部。地缘上，老粮仓镇西北部与黄材镇接壤，东北部与横市镇毗邻，东接双凫铺镇，东南与灰汤镇交界，西南部与流沙河镇相连。辖域面积121.8平方公里，总人口6.3万人（2000年人口普查58,259人）。老粮仓为中国青铜文化发现地之一，师古寨曾出土有象纹铜铙、虎纹大铙、宫廷编钟等青铜礼乐器。

## 词源学
因唐代（618年–907年）在此建仓囤积官粮得名“老粮仓”。

## 历史
由原老粮仓乡、唐市乡和毛公桥乡于1995年合并设立。

## 区划
下辖8个村2社区，分别为老粮仓社区、唐市社区，长田村、回春堂村、江花村、金洪村、双藕村、毛公桥村、星石村和望江村。

## 地理
沩水是宁乡的母亲河，流经老粮仓镇。
望北峰和烂山峡是老粮仓镇的知名山峰。

## 教育
- 小学：老粮仓完全小学、先锋学校、伍家小学
- 初中：毛公桥中学
- 高中：宁乡六中

## 交通
县道X096在东南方可以抵达灰汤镇。
县道X098往东可以达到回龙山风景区。
县道X105往西北和县道X104交叉，往北可以到黄材镇，往西可以到沙田乡和巷子口镇。
省道S209从西南往东北穿过老粮仓镇，西南方是流沙河镇，东北方是横市镇。
S71娄益高速公路从南北方穿过老粮仓镇的唐市社区，有唐市互通。
洛湛铁路途径老粮仓镇，设有火车站。

## 旅游景点
云山学校，始建于清朝（1644年–1911年），是宁乡知名旅游景点。